# Джерджеи
Джерджѐи (на италиански: Gergei; на сардински: Gerxei, Джержеи) е село и община в Южна Италия, провинция Южна Сардиния, автономен регион и остров Сардиния. Разположено е на 374 m надморска височина. Населението на общината е 1315 души (към 2010 г.).
 До 2005 г. общината е част от провинция Нуоро.